# Matteo Biffoni
Matteo Biffoni (Prato, 19 maggio 1974) è un politico italiano, dal 2014 al 2024 sindaco di Prato e dal 2014 al 2018 presidente della provincia.

## Biografia
Avvocato ed esponente dapprima dei Democratici di Sinistra e poi del Partito Democratico, è stato consigliere comunale a Prato dal 2004 al 2014. Membro dell'Assemblea e della Direzione provinciale del PD, in occasione delle elezioni primarie di "Italia. Bene Comune" del 2012 sostiene la candidatura di Matteo Renzi, vincendo poi le elezioni primarie per la scelta dei candidati di partito per la Camera dei deputati.
Alle elezioni politiche del 2013 viene eletto deputato della XVII legislatura della Repubblica Italiana nella circoscrizione XII Toscana per il Partito Democratico, seggio che lascia nel 2014 per candidarsi alla carica di sindaco di Prato per la coalizione di centro-sinistra; Biffoni vince le elezioni al primo turno con il 58,2% dei voti, sconfiggendo il sindaco uscente di centro-destra Roberto Cenni. Il 12 ottobre 2014 viene eletto presidente della Provincia di Prato. A dicembre 2014 entra nella presidenza di Associazione nazionale Comuni italiani (ANCI) come delegato all'Immigrazione, mentre il 15 settembre 2015 viene eletto presidente ANCI Toscana. Alle elezioni amministrative del 2019 è riconfermato sindaco di Prato al secondo turno con il 56,1%, sostenuto da PD, +Europa, Democrazia Solidale e liste civiche.
Alle elezioni primarie del PD del 2023 sostiene la mozione di Stefano Bonaccini, presidente della Regione Emilia-Romagna dal 22 dicembre 2014, facendo parte del suo comitato promotore, ma viene sconfitto dalla deputata del PD Elly Schlein. Nel gennaio del 2024 viene scelto come coordinatore degli amministratori locali di "Energia Popolare", corrente di Bonaccini.